# Спиридонова Алла Михайлівна
Алла Михайлівна Спиридонова (нар. 20 липня 1924, Полтава - пом. 2007)— український критик, театрознавець, журналіст. Заслужений працівник культури України (1989).

## Життєпис
Народилася 20 липня 1924р. в Полтаві. Закінчила Київський державний інститут театрального мистецтва ім. І. Карпенка-Карого (1949, майстерня М. Йосипенка, О.Борщаговського).
Працювала (до 1993р.) в газеті «Культура і життя», виступала із статтями про П.Нятко, Н.Ужвій, Ю.Шумського, А.Роговцеву та ін.
Лауреат театральної премії "Київська пектораль" у 2000 році у номінації "За визначний внесок у театральне мистецтво".
Померла 2007 р.